# H. G. Francis
H. G. Francis, nascido Hans Gerhard Franciskowsky, (Itzehoe, 14 de janeiro de 1936 — Hamburgo, 3 de novembro de 2011) foi um escritor de livros e peças de rádio alemão.

## Biografia
Depois de conquistar seu diploma estudado tecnicas de mergulho (professor de ginástica em Schleswig-Holstein); economia e ciências sociais em Hamburgo. Se tornou mais um ativo líder da empresa Pharma. Desde que sua juventude H. G. Francis teve interesse na literatura de ficção científica. Inspirado por trabalhos de Isaac Asimov e Poul Anderson ele publicou em 1962 sua primeira novela Os cinco de Oligos.
Sendo seu primeiro volume dentro da ficção científica a novela As marcas do poder, porém sob o pseudonimo de Ted Scott. Escreveu diversos números de Utopia - e da série Ren Dhark de Kurt Brand. O autor desenvolveu no meio dos anos 1960 sua própria série Rex Corda. A série apareceu em 7 de novembro de 1966 na editora Bastei-Verlag, terminado em 28 de agosto de 1967 após 38 volumes. Em 1970 Francis trabalhou ativamente na série Atlan, começando de 1971 então também na série Perry Rhodan. Seu primeiro volume foi o número 518 Rali para a morte.
Em 1972 ele desistiu do seu trabalho para se tornar escritor em tempo integral.
Em 1986 escreveu a sua novela "Os quinhetos" pela Aufsehen. Na história Francis descreve um futuro, em que todas as dos seres humanos vidas dentro de aranha-céus, ligados por trnasmissores, e nenhum ser humano sabe o que é a natureza.
Além do seu trabalho em  Perry Rhodan   Francis também foi autor de muitas peças de radio. De fato ele escreveu centenas de peças de radio para a legenda Europa. Entreos seus mais conhecidos trabalhos figuram   COMM other Perkins  - e  a série Grusel . Eletambém escreveu roteirospara filmes nos idos de 1990  Die drei??? , Masters OF the university verses,  TKKG , e finalmente o roteiro para  five friends.